# Georg Joachim Rheticus
Georg Joachim Rheticus (también Rhäticus, Rhaeticus, Rhetikus) (Feldkirch, Austria, 16 de febrero de 1514 - Košice, Hungría, 4 de diciembre de 1574), de nombre real Georg Joachim von Lauchen, fue un matemático, astrónomo, teólogo, cartógrafo, constructor de instrumentos musicales y médico austriaco. Fue discípulo del astrónomo polaco Nicolás Copérnico (1473-1543).

## Vida
Rheticus era hijo de Georg Iserin, el médico local de Feldkirch. Se educó en la escuela de latín de Feldkirch, para seguir su formación como matemático de 1528 a 1531 en Zúrich, y después en la Universidad de Wittenberg, donde consiguió en 1536 un magisterio de artes libres. Gracias al patronazgo de Philipp Melanchthon, se convirtió en 1537 en profesor de Matemáticas y Astronomía en Wittenberg. El año siguiente, Melanchthon le permitió un largo viaje de estudios para visitar a famosos matemáticos y astrónomos. En Núremberg visitó al matemático y editor Johannes Schöner y al impresor Johannes Petreius, que probablemente le encargaron convencer a Nicolás Copérnico de que editara su obra maestra en Núremberg. Petreius le dio tres libros editados por él como regalo para que se los entregara a Copérnico. Seguidamente estudió con Petrus Apianus en Ingolstadt, Joachim Camerarius en Tubinga y Aquiles Pirminius Gasser en su ciudad natal. 
De 1539 a 1541, permaneció junto a Copérnico en Frauenburg. Heinrich Zell, un alumno de Sebastian Münster, acompañó a Rheticus hacia Prusia y durante su estancia con Copérnico, Zell pudo estudiar los documentos en el Arzobispado de Varmia y con ellos, junto con Copérnico, hicieron un mapa detallado de Prusia. 
Posteriormente, enseñaría en Wittenberg, Nuremberg y hasta 1545 en Leipzig. A partir de 1548 volvió a viajar y visitó a Gerolamo Cardano en Milán y comenzó a estudiar medicina en Zúrich. De nuevo con la ayuda de Melanchthon, fue admitido en la facultad de Teología de Leipzig. Debido a un escándalo por un asunto amoroso con uno de sus estudiantes, tuvo que abandonar precipitadamente Leipzig en 1551, yendo a Praga a estudiar medicina. A partir de 1554 vivió en Cracovia, trabajando de médico y se trasladó poco antes de su muerte a Košice en Hungría.

## Obra y pensamiento
Contribuyó considerablemente a la expansión del pensamiento copernicano. Fue el único discípulo de Copérnico y lo pudo convencer durante su estancia en Frauenburg de que publicara su obra maestra. Durante esa época dio las primeras noticias sobre la obra copernicana, editada en su Narratio prima de libris revolutionum Copernici. De camino a Nuremberga para preparar la edición, todavía publicó en Wittenberg la parte matemática, completada por las tablas de senos y cosenos calculadas por él mismo. La corrección de la galerada de De revolutionobus tuvo que dejársela a Andreas Osiander. Éste eliminó un tratado teológico sobre la compatibilidad del sistema heliocéntrico con la Biblia, sustituyéndolo de forma anónima por un prefacio escrito por él mismo, en el que presentaba el modelo como un simple modelo de cálculo. Más tarde, Rheticus publicó Ephemeris ex fundamentis Copernici (Leipzig, 1550).
Otra contribución importante de Rheticus a las ciencias fueron sus tablas de funciones trigonométricas realizadas con una exactitud de 10 segundos, cuyo cálculo fue terminado por su discípulo Valentinus Otho, que las editó en Opus palatinum de triangulis (Heidelberg,  1596).

### Obra

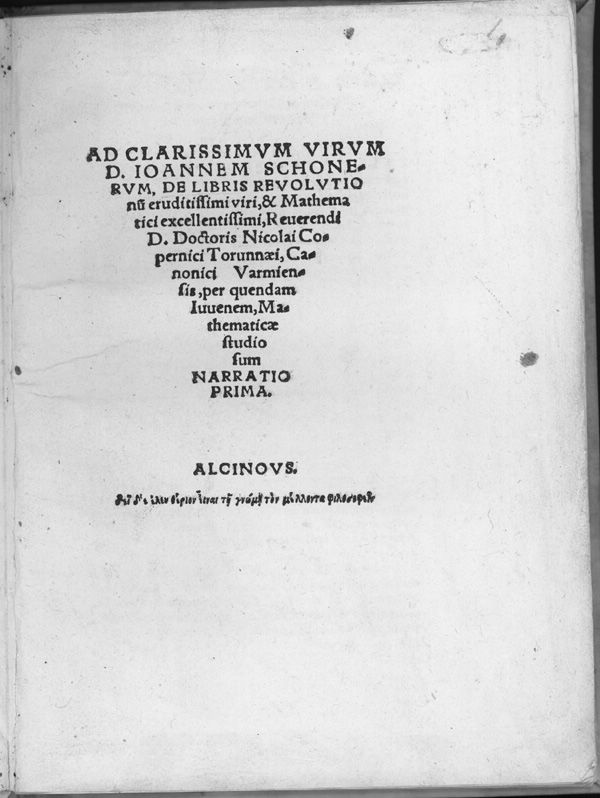
Narratio prima.

- Rheticus: Narratio prima de libris revolutionum Copernici, Danzig, 1540

- Rheticus: Tabula chorographica auff Preussen und etliche umbliegende lender, 1541 (Nicolaus Copernicus Gesamtausgabe vv. VIII/1: Receptio Copernicana  (enlace roto disponible en Internet Archive; véase el historial, la primera versión y la última).)

- Rheticus: Chorographia tewsch, 1541 ( (enlace roto disponible en Internet Archive; véase el historial, la primera versión y la última).)

- N. Copernicus und Rheticus: De lateribus et angulis triangulorum; Vittembergæ: excusum per Iohannem Lufft, 1542

- Rheticus: Ephemerides novae, Lipsiae: Ex officina VVolphgangi Gvnteri, anno 1550

- Rheticus: Canon doctrinae triangulorum; Lipsiae, 1551

- Ephemerides Novae Seu Expositio Positus Diurni Siderum Et "synschematismōn" praecipuorum ad Ann. redemtoris nostri Iesu Christi Filij Dei, M. D. LI. Qui est primus annus Olympiados D. LXXXII. exquisita ratione & accurato studio elaborata. Lipsiae 1550, edición en línea de la Biblioteca del Land de Sajonia - Staats- und Universitätsbibliothek Dresden

- Canon doctrinae triangvlorvm. Lipsiae 1551, edición en línea de la Biblioteca del Land de Sajonia - Staats- und Universitätsbibliothek Dresden

## Eponimia
- El cráter lunar Rhaeticus lleva este nombre en su memoria.[2]